# Eognathodontidae
Famille
Eognathodontidae est une famille de condontes faisant partie de l'ordre des Ozarkodinida.

## Genres
- Eognathodus
- Gigantholus
- Gondwania
- Pseudogondwania
- Rhodalepis
- Schmidtognathus
- Siphonodella